# Guarura

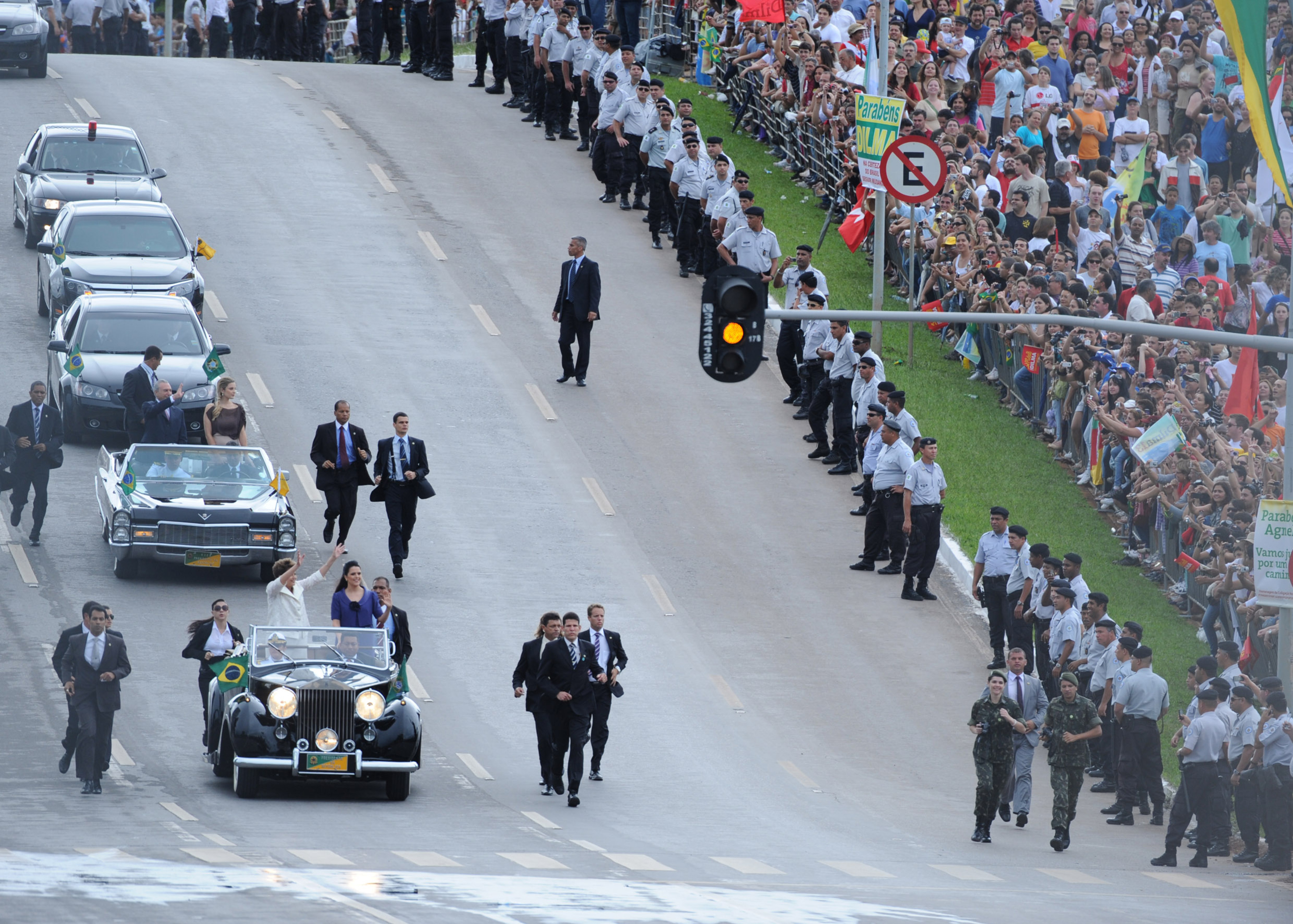
Guaruras de la presidenta de Brasil, Dilma Rousseff, rodeando su automóvil el día de la toma de posesión

Guarura es un vocablo de origen mexicano, específicamente tarahumara (etnia que habita en el estado norteño de Chihuahua), que significa jefe, gobernador, miembro del consejo de ancianos: wa'rura o wa'rubera: wa'rura kapitano, el capitán mayor; wa'rura siríame, el gobernador mayor; wa'rura tatabispa, el gran señor obispo. La connotación actualmente usada del término guarura está referida a los agentes de seguridad que acompañan a los funcionarios.
Dice el lingüista Arrigo Coen que el ingreso del vocablo al idioma español con el significado que actualmente se le da, se debió, según anécdota conocida en México, a que cuando el expresidente del país americano, Gustavo Díaz Ordaz, recorrió la región tarahumara acompañado de su cuerpo de guardias, al darles la bienvenida los jefes (wa'ruras) de la población que visitaban, le dijeron: "Sea usted y los wa'ruras que lo acompañan bienvenidos a nuestro pueblo", sin saber que los acompañantes del presidente no eran dignatarios, sino guardaespaldas del personaje.
A partir de entonces la palabra fue recogida idiomáticamente por el español de habla corriente en México, diseminándose también hacia otros países latinoamericanos con el mismo significado y generalizándose su uso para designar a los vigilantes o guardias personales que suelen acompañar en sus periplos, con el fin de proteger a los funcionarios públicos o privados.
En Venezuela y Colombia existe también el término guarura, usado como sustantivo, refiriéndose en este caso a un caracol, también llamado botuto, que se usa para emitir sonidos o llamadas a larga distancia.